# Uvanilla unguis
Uvanilla unguis là một loài ốc biển thuộc họ Turbinidae.

## Mô tả
Kích thước vỏ của loài này thay đổi từ 20 mm đến 40 mm.

## Phân bổ
Loài ốc biển này này phân bố từ Vịnh California, Tây Mexico tới Panama